# Абсент
Абсе́нт або полині́вка — спиртний напій, виготовлений з екстракту гіркого полину (Artemisia absinthium). Міцність напою (вміст спирту) — 40-70 %.

## Опис
Як і інші спиртні напої, абсент був відомий як лікувальний засіб ще в 1500 до н. е. в Єгипті. Гіппократ призначав цей напій для лікування жовтухи, анемії, ревматизму.
Лікер на основі екстракту полину створений у 1792 швейцарцем П'єром Ордінаром, який і дав новому напою назву абсент.[джерело?] Криза виноробства середини XIX ст., викликана знищенням виноградників філоксерою, сприяла зростанню популярності дешевших трунків, виготовлених без винограду. Абсент набув поширення в артистичному середовищі, його вживали Мопассан, Ван Гог, Рембо, Едгар По, Аполлінер, Оскар Уайльд, Пікассо, Поль Верлен (називаючи його зеленим вогнем, який допомагає створювати в уяві поетичні образи), Ернест Хемінгуей, Джеймс Джойс, Шарль Бодлер, Анрі де Тулуз-Лотрек, Амедео Модільяні, Марсель Пруст, Алістер Кроулі, Ерік Саті, лорд Байрон та Альфред Джарі.
Згодом абсент заборонили, тому що тогочасні лікарі встановили, що до складу напою входить туйон — психотропна речовина, вплив якої занадто перебільшили. Ця хімічна сполука була звинувачена у її нібито шкідливих впливах: у великих концентраціях може викликати запаморочення, галюцинації, зниження розумової активності. З 1915 року абсент був заборонений у США та більшій частині Європи, включаючи Францію, Нідерланди, Бельгію, Швейцарію та Австро-Угорщину, проте не було продемонстровано, що він небезпечніший за звичайні спирти. Останні дослідження показали, що психоактивні властивості абсенту були перебільшені, окрім алкоголю.
Сьогодні[коли?] легально абсент виготовляють у Чехії, Іспанії, Італії та Андоррі з певними обмеженнями.

## Способи вживання
Французький (класичний) спосіб полягає в тому, що зверху на келих, наповнений абсентом, кладуть спеціальну ложку з отворами, на якій знаходиться шматочок цукру. Перед тим як випити напій, на шматок цукру ллють крижану воду до того моменту, поки абсент не помутніє (цей ефект у Франції називають «Louche»). Вода осаджує ефірні олії, що містяться в абсенті, тому випити його буде простіше. Крім того, вважають, що солодка вода збільшує вплив туйона, однак це не доведено науково. Абсент з водою радять розбавляти у співвідношенні 1:5 (одна частина абсенту і п'ять частин води).

## Заяви щодо отруєння абсентом
Пристрасть до абсенту дорого коштувала споживачам, бо ті, мовляв, божеволіли й не мали дітей. Тривогу здійняли лікарі, бо вірили, що полин гіркий — отрута. Уряд Франції, як і всі бюрократи, відреагував просто — підняттям ціни на абсент, однак це не допомогло. Війна лікарів з урядом тривала декілька десятиліть, також і через шалений спротив виробників абсенту і торгівців. Заборони домоглися лише на початку XX ст. Абсент припинила виробляти Бельгія, що у 1905 р. суворо заборонила виробництво і продаж напою. За нею заборонили абсент Італія, США, Швейцарія та інші. Франція виявилася майже останньою — заборону ввели там 1915 року.
Виробництво вермутів і абсенту відновили наприкінці XX століття, але з очищенням (до 10 мг/кг туйону). Попри заяви про отруєння абсентом, немає жодних доказів, що він небезпечніший за інші алкогольні напої. Його психоактивні властивості, крім тих, що й від алкоголю, були надто перебільшені.

## Тема абсенту у Пікассо
Тема людської самотності й спустошеності у великих містах дуже зачіпала молодого Пікассо. Він важко пробивався до визнання і на власні очі бачив п'яничок і невдах, жебраків і самогубців, повій і підприємців, небайдужих лише до грошей. Бідних було вдосталь і в Іспанії. Але там ще не було бідняцьких нетрів, болючої рани й біди теперішніх мегаполісів. Нетрища Пікассо побачив в Парижі на початку XX століття та уважно придивлявся до їх мешканців.
Тему мешканців міських нетрів і їх збляклого життя розвинено у цілій низці його картин — «Побачення» 1900 р., «Старий єврей з онуком» 1903 р., «Сліпий гітарист» 1903 р., «Беззахисні мати й дитина» 1903 р. А одне полотно, є справжнім продовженням теми Едґара Деґи — це «Прихильниця абсенту», 1901 р., Ермітаж.